# Павлик Ігор Васильович
Ігор Васильович Павлик (нар. 19 листопада 1971, Ладижин, Вінницька область, УРСР) — радянський та український футболіст, захисник, футбольний тренер. Майстер спорту України.

## Кар'єра гравця
Вихованець вінницького футболу. Перший тренер — Павло Кривохижа. Грав в аматорських командах Вінницької області «Сокіл» (Гайсин) та «Авангард» (Ладижин). У 1991 році дебютував у другій лізі в команді майстрів «Нива» (Вінниця). Після розпаду СРСР рік провів у калінінградської «Балтиці». З 1993 року грав у запорізькому «Вікторі».
Після 7-го туру чемпіонату України 1994/95 команда «Віктор» об'єдналася з клубом вищої ліги запорізьким «Металургом». Очолив «Металург» Олександр Томах, який привів із собою з «Віктора» 10 футболістів, у тому числі й Ігора Павлика. В «Металурзі» Ігор дебютував 10 вересня 1994 року проти рівненського «Вереса» (1:0), вийшовши на поле на 75-й хвилині матчу замість Ігора Наконечного.
Після «Металурга» у вищій лізі Павлик виступав у запорізькому «Торпедо» і кіровоградській «Зірці», де зіграв 15 і 4 матчі відповідно. У 1996 році перейшов до олександрійської «Поліграфтехніки». Дебютував в олександрійській команді 7 листопада 1996 року в нічийному (1:1) виїзному поєдинку 22-го туру першої ліги чемпіонату України проти сєвєродонецького «Хіміка». Ігор вийшов на поле на 46-й хвилині, замінивши Миколи Білика. Єдиним голом у футболці «поліграфів» відзначився 14 травня 1997 року на 50-й хвилині програного (1:2) домашнього поєдинку 39-го туру першої ліги чемпіонату України проти хмельницького «Поділля». Павлик вийшов у стартовому складі та відіграв увесь матч, а на 24-й хвилині отримав жовту картку. У сезоні 1996/97 років «відзначився» також двома червоними картками. Протягом свого перебування в «Поліграфтехніці» в чемпіонатах України зіграв 30 матчів. Після 4-х річних поневірянь по командах першої ліги футболіст влітку 2000 року повернувся в «Зірку». Кіровоградська команда на той момент виступала в першій лізі. У сезоні 2002/03 років допоміг «Зірці» стати переможцем турніру першої ліги і завоювати право виступати у вищому дивізіоні. У сезоні 2003/04 років у «вишці» зіграв 14 матчів, забив 1 м'яч.
З 2004 року грав у командах «Зоря», «Миколаїв» і «Фенікс-Іллічовець». У складі «Миколаєва» ставав переможцем турніру команд другої ліги сезону 2005/06 років. По завершенні кар'єри професіонального футболіста продовжив виступи на аматорському рівні, захищав кольори клубів «Авангард-Енергія» (Ладижин), «Тарутино» та «Тирас-2500» (Білгород-Дністровський).

## Тренерська кар'єра
З літа 2009 року працював в іллічівській філії СДЮШОР «Чорноморець». З червня 2010 року тренер «Чорноморця-2». Нині — тренер СДЮШОР «Чорноморець».

## Освіта
Закінчив Донецький інститут фізкультури і спорту.